# بياتريكس توث
بياتريكس توث (بالمجرية: Tóth Beatrix)‏ (من مواليد 10 مارس 1967) هي لاعبة كرة يد مجرية. فازت بميدالية فضية في بطولة العالم عام 1995 وبرونزية في أولمبياد 1996. 

## روابط خارجية
- بياتريكس توث على موقع أوليمبيديا (الإنجليزية)